# Nobody but Me (album de Human Beinz)
Nobody but Me este albumul de studio de debut lansat de trupa americană de rock The Human Beinz, în 1968, la Capitol Records.

## Context
După trei single-uri de piese cover la case-uri mai mici, The Human Beinz a semnat cu Capitol Records, care a scris greșit numele grupului pe contract, lăsând deoparte „g” (Beingz inițial). Au intrat în studioul de înregistrări în vara anului 1967 pentru a-și înregistra albumul de debut. Sesiunile au început cu o încercare de a înregistra „You Don’t Love Me”, o melodie a lui Willie Cobbs pe care Sonny și Cher o interpretaseră recent. Când acest lucru nu a funcționat, au înregistrat „Nobody but Me” de la Isley Brothers . Au înlocuit dansurile „The Jerk” și „The Twist” cu The Boogaloo și The Shingaling. Câteva alte cover-uri și unele materiale originale scrise de producătorul/compozitorul lor Lex de Azevedo au completat albumul. Albumul rezultat nu a avut la fel de succes ca single-ul „Nobody but Me”, care a ajuns pe locul 8 în Billboard Hot 100. Al doilea single „Turn on Your Love Light” a ajuns pe locul 80. Albumul în sine s-a clasat până pe locul 65 în Billboard 200 și a fost în topuri timp de zece săptămâni.

## Lista de piese

### Partea 1
1. "Nobody but Me" (Ronald Isley, Rudolph Isley, O'Kelly Isley, Jr.) – 2:22
2. "Foxey Lady" (Jimi Hendrix) – 2:41
3. "The Shaman" (Lex de Azevedo) – 2:30
4. "Flower Grave" (John Belley) – 2:19
5. "Dance on Through" (Dick Whittington) – 3:08
6. "Turn on Your Love Light" (Joseph Wade Scott, Deadric Malone) – 2:17

### Partea a 2-a
1. "It's Fun to Be Clean" (de Azevedo) – 2:12
2. "Black is the Color of My True Love's Hair" (Traditional arranged by de Azevedo) – 4:31
3. "This Lonely Town" (Bob Sherl, Lon Leatherwood) – 2:29
4. "Sueño" (Mel Pachuta, Mike Tatman, Belley, Ting Markulin) – 2:10
5. "Serenade to Sarah" (de Azevedo) – 2:01

## Personal

### The Human Beinz
- John „Dick” Belley – voce, chitară principală
- Joe "Ting" Markulin – chitară, voce
- Mel Pachuta – bas, voce
- Mike Tatman – tobe

### Tehnic
- Alexis de Azevedo – producător

## Clasificări
Single
| An   | Singur                    | Top               | Poziție |
| ---- | ------------------------- | ----------------- | ------- |
| 1968 | „Nobody but Me”           | Billboard Hot 100 | 8       |
| 1968 | „Turn on Your Love Light” | Billboard Hot 100 | 80      |

## Influențe
O versiune lip dub a melodiei „Nobody but Me” a celor de la Human Beinz a fost folosită  la începutul primului episod al celui de-al șaptelea sezon al serialului american La birou, „Nepotism”, în care apar toate personajele serialului.